# Эль-Сейбо (провинция)
Эль-Сейбо (исп. El Seibo) — провинция Доминиканской Республики. До 1992 года она включала в себя территорию нынешней провинции Ато-Майор.

## История
Название Эль-Сейбо получила по имени вождя одного из племён таино. На территории провинции 8 ноября 1808 года произошло сражение при Пало-Инкадо, одно из важнейших в отвоевании восточной части острова испанцами у французов. Провинция Эль-Сейбо существовала как территориальная единица и в колониальные времена, но статус провинции Доминиканской Республики она получила 6 ноября 1844 года согласно первой конституции независимого государства. В 1992 году из части территории Эль-Сейбо была создана новая провинция Ато-Майор.

## Муниципалитеты и муниципальные районы
Провинция разделена на два муниципалитета (municipio), а в пределах муниципалитетов — на пять муниципальных районов (distrito municipal — D.M.):
- Санта-Крус-дель-Сейбо
  - Педро Санчес (D.M.)
  - Сан-Франсиско-Висентильо (D.M.)
  - Санта-Лусия (D.M.)
- Мичес
  - Эль-Седро (D.M.)
  - Ла-Хина (D.M.)

Население по муниципалитетам на 2012 год (сортируемая таблица):
| № | Название              | Общее население | Городское население | Сельское население |
| - | --------------------- | --------------- | ------------------- | ------------------ |
| 1 | Мичес                 | 23 141          | 2041                | 21 100             |
| 2 | Санта-Крус-дель-Сейбо | 87 071          | 72 551              | 14 520             |
|   | Провинция Эль-Сейбо   | 110 212         | 74 592              | 35 620             |